# Ptochophyle hiaraka
Ptochophyle hiaraka là một loài bướm đêm trong họ Geometridae.